# Дмитриева, Алёна Георгиевна
Алёна Георгиевна Дмитриева (родилась 27 сентября 1982 года в Кемпендяе) — российская волейболистка сидя, игрок сунтарской команды РЦАФКиС; чемпионка мира 2018 года в составе женской сборной России, чемпионка Европы 2017 и 2019 годов. Заслуженный мастер спорта России (2018).

## Биография
Уроженка села Кемпендяй, мать — Людмила. Тренер — Константин Дмитриевич Гаврильев. Много лет выступает в республиканских соревнованиях среди инвалидов. Обучается в Республиканском техникуме-интернате профессиональной и медико-социальной реабилитации инвалидов. Инициатор участия сунтарской волейбольной команды Республиканского центра адаптивной физической культуры и спорта (РЦАФКиС) в чемпионате России по волейболу сидя. Проживает в Москве.
В составе женской российской сборной стала серебряным призёром чемпионата Европы 2015 года, выиграла чемпионаты Европы 2017 и 2019 годов, а также чемпионат мира 2018 года. За победу на чемпионате мира 2018 года удостоена звания Заслуженного мастера спорта России.